# Nordson
Nordson Corporation — американская транснациональная корпорация, которая разрабатывает и производит оборудование для нанесения потребительских и промышленных клеев, герметиков и покрытий. Компания также производит оборудование, используемое при тестировании и проверке электронных компонентов, а также технологические системы для процессов отверждения и обработки поверхностей. Головной офис компании находится в Вестлейк, Огайо. Корпорация Nordson также имеет представительства и офисы примерно в 30 странах, а дистрибьюторы присутствуют в 57 странах мира.

## Направления деятельности
Nordson состоит из трех сегментов:
- Системы клеевого дозирования — обеспечивает точность дозирования технологий, включая оборудование горячего расплава и горячего расплава аппликаторов для различных отраслей промышленности.

- Advanced Technology Systems — разрабатывает решения, которые используются в производственных процессах, таких, как подготовка поверхности, дозирование материалов, тестирование (в том числе с помощью рентгеновсих лучей), а также занимается электронными и связанными с ними высокотехнологичными отраслеми промышленности, которые используют следующие системы:

- Системы промышленного покрытия — предоставляет как стандартное, так и нестандартное оборудование, которое используется в основном для нанесения покрытий, красок, отделочных материалов, герметиков и т. д.

## История[2]
Корпорация Нордсон учреждена в 1954 году в штате Огайо, США. Предшественником корпорации было американское предприятие «Automatic Co.», которое уже в 1909 году осуществляло массовое производство винтовых комплектующих для автомобильной промышленности. В 1935 году товарищество было реорганизовано в корпорацию под руководством Вальтера Норда и переориентировано на выпуск высокоточных деталей и оборудования. В 50-е годы корпорация запатентовала метод «горячего безвоздушного» нанесения красок и иных материалов распылением.
В середине 60-х годов Нордсон становится пионером в области технологий и оборудования нанесения порошковых красок с использованием картриджной системы рекуперации порошка. В те же 60-е годы на основе упомянутого метода «горячего безвоздушного» распыления было разработано оборудование для нанесения термопластичных клеев, больше известных как клеи-расплавы, для склеивания картонных коробок.
Впоследствии, за счет создания новых клеевых технологий и оборудования, Нордсон стал лидером в таких областях применения клея, как упаковка, изготовление одноразовых санитарно-гигиенических изделий, нанесение герметиков, замена сварки склеиванием в автомобильной промышленности, сборка электроплат в электронике и т. д.
В 1967 году в Германии начала свою деятельность компания «Nordson Deutschland GmbH» С местонахождением в Дюссельдорфе. В 1989 году на базе предприятия «Meltex» было образовано подразделение «Nordson Engineering GmbH», которое разрабатывает и изготавливает установки для подготовки клея-расплава и системы нанесения термоклея на рулонные материалы и полотно.

## Награды
В 2009 году в Давсонвилле, Джорджия, США объект был назван одним из десяти лучших производств в Северной Америке, как победитель в журнале Industry Week 2009 конкурса «Лучший завод-изготовитель». В 2008 году награду получил завод в Свайнсборо, Джорджия,США. Nordson EFD выиграл в 2010 SMT премию за Высокоточный дозатор UltimusTM В. Продукция SMT Awards, которая повлияла на промышленное производство печатных плат (PCB) обрабатывающей промышленности. Nordson ASYMTEK получил от корпорации Intel награду «Предпочитаемый поставщик качества» (PQS) в 2009 году. В 2011 году Nordson Dage получил престижные награды на Nepcon в Шанхае за рентгеновскую систему контроля XD7600 Diamond FP.